# معركة فيغو (الحرب الأهلية الإسبانية)
معركة فيغو هي مواجهة وقعت بين الجيش المتمرد والميليشيات الجمهورية في فيغو، في بداية الحرب الأهلية الإسبانية. جرت المعركة بين 18 و 28 يوليو 1936، على الرغم من أن الأحداث الأكثر حدة وقعت في 20 و 21 يوليو. وكان القتال الأكثر قوة حدث في غاليسيا دون الاعتماد على حركة الميليشيات التالية. انتهت هذه المعركة القصيرة بحوالي 50 قتيل بين الجانبين، بالإضافة إلى مئات الجرحى والسجناء. كانت نتيجة المعركة انتصار المتمردين على المقاومة الجمهورية، على الرغم من أنه تجدر الإشارة إلى أن منطقة فيغو كانت آخر منطقة في غاليسيا وقعت في يد المتمردين. وبالتحديد وقعت المعركة الأخيرة في (توي).

## المرحلة والقادة
بالإضافة إلى فيغو جرى هذا السياق في مدن مختلفة حول فيغو، مثل موانيا وكانغاس وتوي. وبشكل أكثر تحديدًا حدث ذلك في أكثر الأحياء فقرًا في فيغو، حيث كان هناك تركيز أكبر للسكان من العمال. بشكل عام ، كان السيناريو النموذجي هو دفاع الميليشيات ليكونوا حاجزًا ضد تقدم المتمردين.
تزعم إميليو مارتينيز غاريدو القيادة السياسية للجانب الجمهوري، على الرغم من أنه لم يساهم بأي شيء في الصراع. كان غييرمو باروس زعيم الاتحاد الأيبري للشباب الليبرالي وFAI. قام دالماشيو براكادو بتزعم CNT. وكان فرناندو رومان عضوًا بارزًا في CNT، وهو الذي نسق المتاريس بشكل أساسي.
قاد الجانب المتمرد فيليب سانشيز قائد بلازا دي فيغو، على الرغم من أن الكابتن أنطونيو كاريرو هو الذي قاد الهجوم وخطط للهجوم على مقاومة العمال.

## المحاربون
كانت مكونات الجانب الجمهوري في الأساس هي أعضاء النقابات العمالية. ونقابة CNT هي الأكثر حضورا وثقلا، مع انتشار آلاف المنتسبين لها عبر النقابات الصغيرة الأخرى. أما اتحاد UGT فكان ذو تاريخ أعمق في Vigo، وله حضور بالمدينة بالرغم من أنه لم يكن الأكثر أهمية. استقر اتحاد الشباب الليبرالي (FIJL) في فيغو سنة 1931، وخلال الحرب كان لديهم 100 عضو. بدأ وجود FAI في المدينة سنة 1934، ولديها 30 عضوًا فقط. وهناك نقابات مستقلة صغيرة أخرى. على سبيل الاستثناء شارك الاتحاد الوحيد لتشغيل المعادن بنشاط في المعركة، بسبب خبرته الواسعة في الاضرابات والصراعات المسلحة. في المجموع بلغ عددهم حوالي 1000 مقاتل.
وكان لدى المتمردين 350 جنديا متمركزين في فيغو. وانضم إليهم أيضًا 350 جنديًا آخر، من بينهم أعضاء في الحرس المدني وحرس الاقتحام. وإجمالا كان عددهم حوالي 750 عسكري.

## البداية
تعود بداية الصراع إلى 6 فبراير 1936، عندما اقتحم الليبراليون مقر الفلانخي في فيغو. وأسفرت المواجهة عن مقتل شخص من كلا الجانبين وإصابة عدة أشخاص.

## 18 - 19 يوليو: الاستعدادات
في 18 يوليو 1936 تمردت القوات العسكرية المتمركزة في مليلية. فانتقل الفلانخي مانويل هديا إلى فيغو لإعداد انتفاضة في جميع أنحاء غاليسيا. في غضون ذلك تلقت المنظمات العمالية (CNT ، FAI ، UGT ،الشباب الليبرالي ...) تقارير محيرة عن مواجهة في مليلية. وفي الليل نشرت صحيفة محلية عن تلكالانتفاضة العسكرية في الجيب الأفريقي. وتحدثت إذاعة فيغو أيضا عن انتفاضة المغرب.
وقد شاع الخبر في جميع أنحاء المدينة يوم 19 يوليو، على الرغم من عدم وجود بيانات موجزة. وبدأ الجيش المتمرد يتجه ناحية الحرب، وقد ثار يوم 20 يوليو ليستولي على مجتمع غاليسيا بأكمله. وفي ذلك الأثناء نظم عمدة فيغو وهو من (الحزب الاشتراكي العمالي الإسباني - الجبهة الشعبية) خلية أزمة. وعرض حرس الاقتحام حماية المدينة، تمامًا كما طلب CNT الأسلحة لتشكيل ميليشيا عسكرية. رفض رئيس البلدية كلا العرضين، واثقًا في أن الجيش سيظل أمينًا. فنسقت النقابات العمالية لتشكيل ميليشيا مشتركة. وتسليحها الوحيد هو رشاش بارابيلوم، والعديد من المسدسات الصغيرة و200 قنبلة محلية الصنع. وقام اثنان من رجال الميليشيا خلال الليل بإعداد 300 قنبلة أخرى محلية الصنع بمسحوق عادي.

## 20 - 22 يوليو: المعركة
في 20 يوليو انتاب رجال الميليشيات القلق حول ما سيحدث في ذلك اليوم. وفي تلك الأثناء غادر الكابتن أنطونيو كاريرو مقره العسكري مع حوالي 50 جنديًا وأعلن حالة الحرب. ثم قام الجيش بعرض عسكري في بعض الشوارع. قدم كاريرو خطاب التمرد لمساعده ليقرأه أمام المواطنين. في تلك اللحظة حاول رجل أن يخطف الورقة فقتله العسكر. فانتقض رجال الميليشيات على المتمردين ليأخذوا أسلحتهم. فأمر كاريرو بفتح النار، فرد عليه أحد المنتمين لـ CNT برشاشه، فتراجع الجيش إلى الثكنات. وفي المجموع قتل 15 شخصا والعديد من الجرحى.
سيطر كاريرو على مبنى الشعب التابع للأحزاب العمالية، بينما اقتحم رجال الميليشيات ترسانة لا كوزموبوليتا وثكنات الحرس المدني. ورغم قلة الذخيرة إلا أنهم حصلوا على 16 بندقية و 12 مسدسا. واستمر راديو فيغو بارسال رسائل جمهورية حتى استولى كاريرو على المبنى. ثم قام المتمردون بتثبيت مواقعهم في بعض الشوارع المهمة بالمدافع الرشاشة. بينما أقامت الميليشيات حواجز في الأحياء الفقيرة في أوكالفاريو وسيكسو وأوس تشورنس. انتهي اليوم باقتحام الجيش مبنى البلدية من 7:00 مساءً حتى 9:00 مساءً واعتقال رئيس بلديتها ومستشاريه.
وفي صباح 21 يوليو هجم كاريرو على حاجز أوس تشورنس. فقاومه الليبراليون بقذف القنابل محلية الصنع، لكن تفوق الجيش العسكري أسقط خط الدفاع هذا. وفي أوكالفاريو عزز رجال الميليشيا مواقعهم ببعض الجمهوريين من بوينتيارياس ومتطوعين قدموا ببنادق الصيد. فأمر كاريرو باستخدام قذائف الهاون لاقتحام الحواجز. ومع مرور الوقت نفدت الذخيرة عند رجال الميليشيات، وبالرغم من المقاومة العنيفة، إلا أن الجيش استولى على حاجز أوكالفاريو.
وفي أوسيكسو نفدت القنابل محلية الصنع، وهرب رجال الميليشيات إلى الجبال. في لافادوريس كانت هناك أيضًا مقاومة قوية، ولكن عند الظهيرة استولي المتمردون على مبنى البلدية. فتراجعت الميليشيات إلى ثكنات الحرس المدني في باردافيلا. ولكن جنود تلك الثكنات كانوا مع المتمردين. فهرب الجمهوريون إلى الجبال.
وفي 22 يوليو استولى الفلانخي على المدينة بأكملها تقريبًا. فطار أحد مقاتلي CNT فوق المدينة، راميا منشورات يدعو فيها المتمردين إلى الاستسلام.

## 23 - 28 يوليو: انهاء المقاومة
في 23 يوليو قصفت طائرة مائية جبل مادروا، حيث احتمى فيه الناجين من مليشيات المدينة، فقتل شخص واحد. ودمر المتمردون المقاومة في توي (آخر مكان نشبت فيه حرب منظمة) ودمروا الطائرة التي استخدمها رجال الميليشيا في اليوم السابق.
وفي 24 يوليو امسك الحرس المدني بهيراكليو بوتانا في تيس. بذلك يكون كاريرو قد أمسك بكامل اللجنة تقريبًا لمجلس مدينة فيغو في 20 يوليو. وفي 26 يوليو اعتدى رجال الميليشيا على دورية للحرس المدني كانت عائدة من كابرال فأصيب عريف. وفي 28 يوليو قامت الميليشيا الجمهورية بتفجير قنبلة في محطة فيجويريدو (فيلابوا)، على خط قطار فيغو - بونتيفيدرا. كان هذا آخر عمل للمقاومة في معركة فيغو.

## النتائج
كلفت مقاومة التمرد العسكري مدينة فيغو غاليًا. فقد حوكم أعضاء لجنة الجبهة الشعبية (العمدة إميليو مارتينيز غاريدو وهيراكليو بوتانا وأنطونيو بيلباتوا وإغناسيو سيوان) أمام محكمة عسكرية بتهمة الخيانة. حيث أعدموا رميا بالرصاص يوم 27 أغسطس.
فرت الغالبية العظمى من رجال الميليشيا من المدينة. حيث انتقل معظمهم إلى الجبهة الشمالية أو إلى مدريد لمواصلة القتال من أجل الجمهورية. ونظم آخرون حرب عصابات في الغابات، وما يسمى ب "maquis". والعديد منهم ذهب إلى المنفى في أمريكا الجنوبية لطلب اللجوء السياسي. على أي حال كان قمع المتمردين قاسياً، وتم أسر معظمهم وأعدم أغلبهم.
هناك سجلات تفيد بإعدام 2500 شخص في فيغو أثناء وبعد الحرب الأهلية، وفقًا للخبراء العاملين في قانون الذاكرة التاريخية للقاضي السابق بالتاسار غارزون.